# Baccini canta Tenco
Baccini canta Tenco è un album tributo di Francesco Baccini, dedicato a Luigi Tenco, pubblicato nel 2011 dall'etichetta discografica Edel music.
Nel 2012 l'album ha ricevuto diversi riconoscimenti il Premio Lunezia e la Targa Tenco.

## Tracce
1. Bang Bang (testo: Alessandro Colombini, Miki Del Prete – musica: Sonny Bono)
2. Vedrai, vedrai
3. Quando
4. La ballata dell'amore
5. Cara maestra
6. Hobby
7. Ragazzo mio
8. Se stasera sono qui (testo: Mogol – musica: Luigi Tenco)
9. Giornali femminili
10. Angela
11. Ho capito che ti amo
12. Tu non hai capito niente
13. Ballata della moda
14. Se potessi amore mio
15. Un giorno dopo l'altro
16. Ognuno è libero
17. Mi sono innamorato di te
18. E se ci diranno
19. Li vidi tornare (Ciao amore, ciao)
20. Preghiera in gennaio (Fabrizio De André)
21. Lunatika

## Formazione
- Armando Corsi - chitarra classica
- Luca Falomi - chitarra classica, chitarra elettrica, chitarra acustica
- Filippo Pedol - Contrabbasso
- Matteo Di Francesco – batteria
- Marco Fadda - percussioni
- Francesco Baccini -   piano, voce
- Luca Volonté -  sax tenore, sax soprano, armonica